# Thomas Binotto

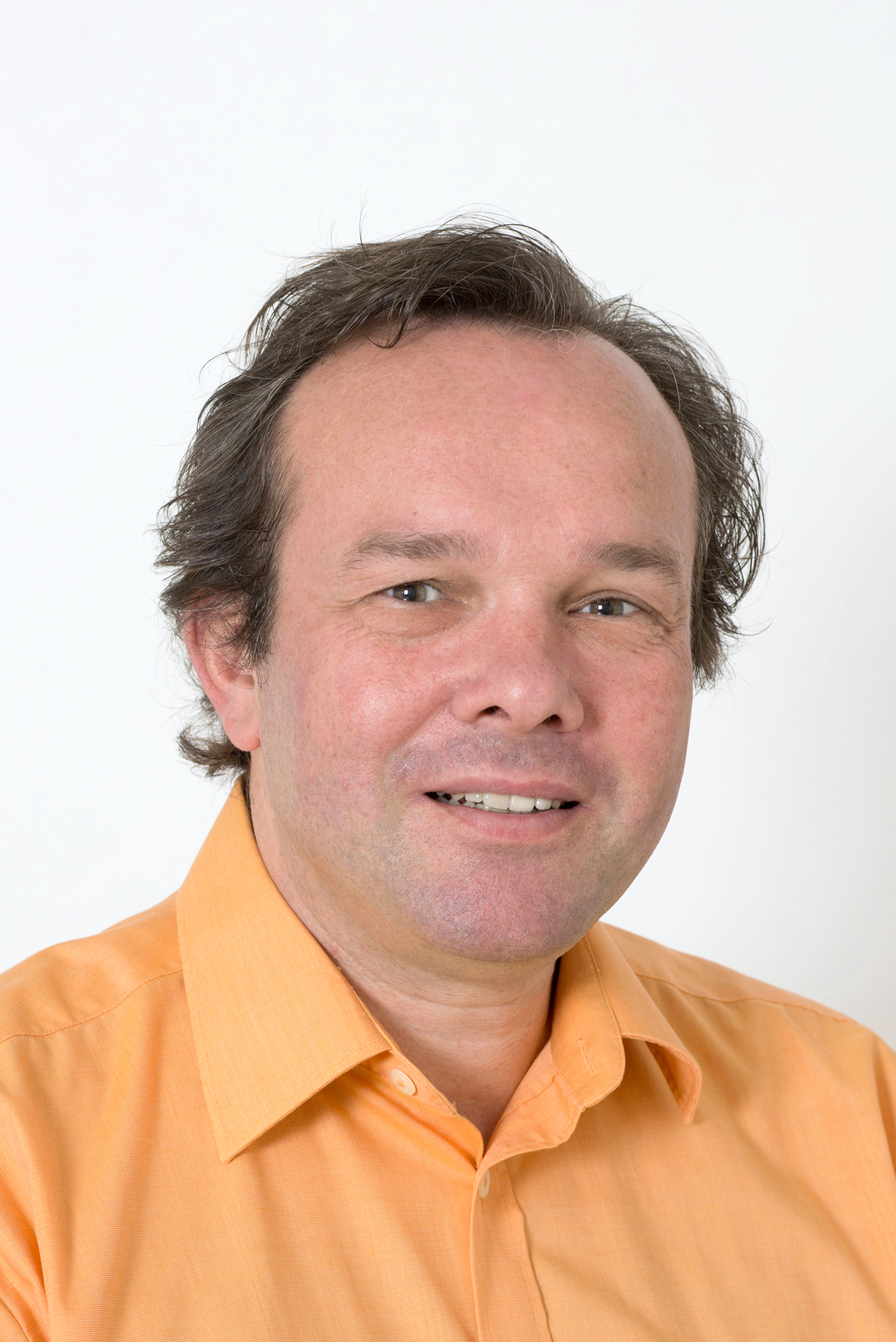
Thomas Binotto

Thomas Binotto (* 7. Juli 1966 in Baden) ist ein Schweizer katholischer Journalist, Chefredaktor, Publizist, Filmkritiker und Referent.

## Ausbildung
Thomas Binotto studierte von 1987 bis 1993 an der Universität Zürich Philosophie, alte deutsche Literatur und Geschichte des Mittelalters, wo er mit einem Lizentiat Philosophie (lic.phil I) abschloss.

## Tätigkeiten

### Beruflich
Von 1993 bis 1994 war Binotto Redaktor bei der katholischen illustrierten Zeitschrift Sonntag, 1994–1997 nach ein paar Monaten als freier Journalist und Redaktor eines Pfarrblatts. Von 1997 bis 2000 arbeitete er als Webmaster der Webpräsenz der römisch-katholischen Kirche in der Schweiz.
Ab 2000 war er Redaktor, ab 2005 Chefredaktor des «forum – Pfarrblatt der katholischen Kirche im Kanton Zürich».

### Freiberuflich
Als Filmpublizist, Autor und Beiträger mehrerer Bücher für Erwachsene und Jugendliche war er freiberuflich tätig. Seit 2002 ist er freier Mitarbeiter bei Filmbulletin – Zeitschrift für Film und Kino (bis 2015 Filmbulletin – Kino in Augenhöhe genannt). Von 2013 bis 2014 arbeitete Binotto als Gast-Moderator bei Sternstunde Religion und von 1994 bis 2007 als ständiger Mitarbeiter bei den Zeitschriften Sonntag, «film», NZZ (als Film- und Jugendbuchkritiker) und «filmdienst».

### Freiwillig
Von 2001 bis 2003 war er Mitglied der theologischen Kommissionen von Fastenopfer, Brot für alle, Partner Sein, 2002 bis 2012 Präsident des Synodalrates des römisch-katholischen Landeskirche des Kanton Schaffhausen und von 2003 bis 2009 Präsident der Arbeitsgemeinschaft der regionalen Pfarreiblätter in der deutschsprachigen Schweiz.

## Bücher
- Vom Ende der Zeiten: Apokalyptische Visionen vor der Jahrtausendwende. Hrsg. Joachim Finger, Mitarbeiter: Philipp Flammer, Joachim Müller. Paulus, Freiburg i.Ü. 1999, ISBN 3-7228-0463-9.
- mit Michael Ballhaus: Das fliegende Auge. Berlin-Verlag, Berlin 2002, ISBN 3-8270-0460-8.
- Durch alle Stürme. Bernarda Heimgartner – Ordensgründerin und Kämpferin für die Bildung der Frauen. Comenius, Luzern 2003, ISBN 3-905286-94-7.
- Mach's noch einmal, Charlie!: 100 Filme für Kinofans (und alle, die es werden wollen). Bloomsbury, Berlin 2009, ISBN 978-3-8333-5029-0.
- Gewusst wie und woher: Christliches Brauchtum im Jahreslauf. Comenius, Hitzkirch 2009, ISBN 978-3-8333-5029-0.
- Vom Osterhasen zum Christkind: Christliche Feste im Jahreslauf. Elster, Zürich 2011, ISBN 978-3-907668-84-9.
- Getrickst & Abgedreht: Filmgeschichten für Kinofans. Bloomsbury, Berlin 2010, ISBN 978-3-8270-5350-3.
- Margaretha Dubach. Von den verborgenen Geschichten der Dinge. Benteli, Zürich 2011, ISBN 978-3-7165-1686-7.
- mit Alois Maria Haas: Meister Eckhart – der Gottsucher: Aus der Ewigkeit ins Jetzt. Kreuz, Freiburg i.Ü. 2013, ISBN 978-3-451-61230-5.